# Zeferino Nandayapa
Zeferino Nandayapa Ralda (Chiapa de Corzo, Chiapas, 26 de agosto de 1931 - Tlalnepantla, Estado de México, 28 de diciembre de 2010), conocido como Zeferino Nandayapa, fue un marimbista, compositor y arreglista mexicano, considerado el más importante marimbista mexicano tanto por sus adaptaciones para la marimba chiapaneca de obras de Bach, Mozart, De Falla, Galindo, Liszt y Chopin como por haberla dado a conocer en otros países del mundo. Diversos compositores como Mario Kuri, Blas Galindo, Federico Álvarez del Toro y Eduardo Ángulo le dedicaron conciertos. Fue solista con la Orquesta Sinfónica Nacional de México y participó como ejecutante en la Orquesta Filarmónica Real en Londres y en la Orquesta de la Comunidad de Madrid en España. Nunca dejó la interpretación de la música tradicional y popular mexicana. En este rubro destacan sones de Chiapas, Oaxaca y Veracruz, y música de Agustín Lara, Álvaro Carrillo, Consuelo Velázquez y Armando Manzanero, entre otros. El 9 de noviembre de 2017, a casi siete años de su fallecimiento, fue inducido al Salón de la Fama de la Sociedad de Artes Percusivas, en la ciudad de Indianápolis, Indiana, Estados Unidos, y se convirtió así en el primer músico mexicano, en el primer marimbista latino y en el quinto marimbista del mundo en haber ingresado. Recibieron la constancia sus hijos Javier, Norberto y Oscar, en quiénes recae la dirección y representación actual de la Marimba Nandayapa.

## Biografía
A la edad de tres años, su padre, constructor de marimbas, le fabricó una pequeña para que jugara. A los siete años comenzó a interpretar melodías en la marimba, y formó el grupo infantil "Los Muchachitos", que interpretaba música popular.
A los quince años se trasladó a la Ciudad de México para estudiar dirección de orquesta en el Conservatorio Nacional de Música. En dicha institución eran entonces director Blas Galindo y profesor Carlos Chávez; fue amigo de este último e incluso lo invitó a participar como ejecutante en su afamada obra Tambuco, a lo que a Nandayapa le respondió: "Esto que usted escribió no puede tocarse ni aunque me pusiera patines, porque usted lo escribió pensando en piano, y en la marimba están muy lejos las notas". Posteriormente dijo: "Eso le causó mucha gracia a Carlos Chávez, y desde entonces nos hicimos amigos”. Sin embargo, a pesar de lo ocurrido con la música de Chávez, Nandayapa adquirió notoriedad al interpretar en su instrumento obras clásicas de Johann Sebastian Bach y de Wolfgang Amadeus Mozart, ya que practicaba sus lecciones de piano en la marimba.

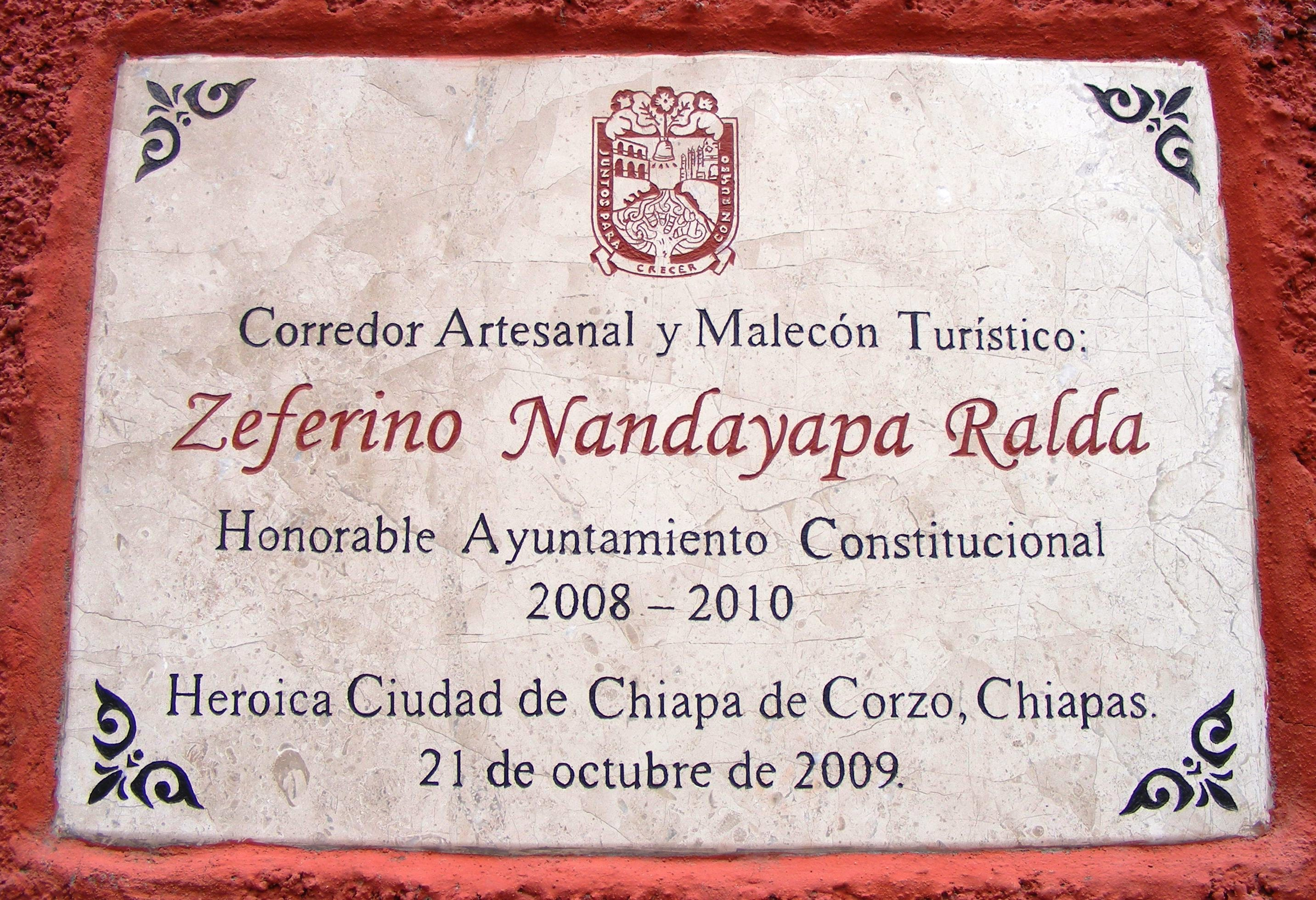
Malecón Zeferino Nandayapa Ralda en Chiapa de Corzo.

Formó en 1960 el Cuarteto Clásico Nandayapa. En 1972 se presentó en el marco de los Juegos Olímpicos de Múnich 1972, interpretando una versión de la Tocata y fuga en re menor, BWV 565, de J. S. Bach. En 1984 estrenó, bajo la batuta de Enrique Bátiz, la obra El espíritu de la tierra, del compositor Federico Álvarez del Toro, con la Orquesta Sinfónica de la Ciudad de México, y en 1989 lo hizo dirigido por Eduardo Mata en el Royal Albert Hall, con la Orquesta Filarmónica Real.
Entre los reconocimientos que recibió están el Premio Chiapas en 1990 y el Premio Nacional de Ciencias y Artes en el área de Artes y Tradiciones Populares en 1996. Fue declarado "ciudadano distinguido" en Chiapa de Corzo en 2009, y en 2010 se nombró el 9 de febrero en esa población como el "Día de la Marimba Zeferino Nandayapa".

## Composiciones
- Chiapas
- Fantasía profana
- Soctón Nandalumí[6]

## Muerte
Falleció a las 18:35 horas del martes 28 de diciembre de 2010 en Tlalnepantla, Estado de México, como consecuencia de la caída que había tenido el día 13 de diciembre en la que sufrió una lesión en la base del cráneo, provocando una inflamación en el cerebro. Sus restos fueron incinerados.